# 拉致問題その他北朝鮮当局による人権侵害問題への対処に関する法律
拉致問題その他北朝鮮当局による人権侵害問題への対処に関する法律（らちもんだいそのたきたちょうせんとうきょくによるじんけんしんがいもんだいへのたいしょにかんするほうりつ、平成18年6月23日法律第96号）は、北朝鮮当局による拉致を始めとする人権侵害問題の解決についての政府および地方公共団体の責務に関する日本の法律である。報道では北朝鮮人権侵害対処法と略されることもある。
議員立法。政府に対し、北朝鮮人権侵害問題啓発週間の実施、年次報告の提出および公表、国際連携の強化、人権侵害状況が改善されない場合における抑止のために特定船舶入港禁止法や外国為替及び外国貿易法に規定された必要な措置などを講ずることが求めている。
また、政府に対して北朝鮮当局の人権侵害状況の改善に資するように政策決定するとともに、諸外国や国際機関等に対しても働きかけを行うように定めている。
なお、日本国政府は朝鮮民主主義人民共和国を国家承認していないため、「北朝鮮」という名称がこの法律名の正式名称でも使われている。

## 立法及び改正の経緯
2006年（平成18年）6月16日に参議院本会議で可決成立。翌2007年（平成19年）6月29日、参議院本会議で、日本人拉致問題の解決が進展しない限り、政府が北朝鮮に新たな経済支援を実施できないようにするとした改正法が、自民、民主党、公明党などの賛成多数で可決、成立した。
- 2006年6月13日 - 衆議院本会議で可決
- 2006年6月16日 - 参議院本会議で可決
- 2006年6月23日 - 公布
- 2007年6月19日 - 改正案を衆議院本会議で可決
- 2007年6月27日 - 改正案を参議院の北朝鮮による拉致問題等に関する特別委員会にて可決
- 2007年6月29日 - 改正案を参議院本会議で可決
- 2007年7月6日 - 改正法を公布

出典：
- 拉致問題その他北朝鮮当局による人権侵害問題への対処に関する法律案 日本法令索引　国立国会図書館HP
- 拉致問題その他北朝鮮当局による人権侵害問題への対処に関する法律の一部を改正する法律案 日本法令索引　国立国会図書館HP